# Kim Kashkashian
Kim Kashkashian (en armenio: Քիմ Քաշքաշյան nacida el 31 de agosto de 1952 en Detroit, Míchigan) es una violista estadounidense de origen armenio ganadora de un Grammy.

## Carrera profesional
Kim Kashkashian nació de padres armenios en Míchigan. Asistió a la escuela secundaria en el Interlochen Centro de Artes. Estudió viola con Karen Tuttle y el legendario Walter Trampler en el Peabody Conservatory of Music en Baltimore.
En los años 80 ganó el 2º premio en el Concurso Internacional de Viola LIonel Tertis y ganó el Concurso Internacional de Música ARD de Múnich.
Ha aparecido en más de 30 álbumes interpretando obras de los clásicos y de compositores contemporáneos, trabajando entre otros con Gidon Kremer y Yo-Yo Ma, la Filarmónica de Viena y Nikolaus Harnoncourt. Con el sello de ECM, desde 1985, ha publicado una abundante discografía que incluye las sonatas íntegras de Hindemith y Brahms, un álbum de canciones argentinas, los conciertos de Schnittke, Bartók, Penderecki y Kurtág, al igual que las sonatas de viola de gamba de Bach, grabadas con Keith Jarrett. También destacan sus versiones de las dos sonatas para viola y piano Op. 120 de Brahms de 1997 y el concierto para viola de Walton.
También tocaba la viola en la banda sonora de la película La mirada de Ulises, junto con Eleni Karaindrou. Sus álbumes han ganado premios, en particular el Premio Edison de 1999 y el Premio de Música de Cámara de Cannes en el año 2000.
Comenzó a interpretar música de cámara en el Festival de Marlboro y su principal influencia es la escuela vienesa de su mentor, Felix Galimir. Kim Kashkashian participa regularmente en los festivales de Verbier, Salzburgo, Lockenhaus, Marlboro y Ravinia.
Interpreta dúos con los pianistas Robert Levin y Jonathan Biss y con el percusionista Robyn Schulkowsky, y ha tocado en un cuarteto de cuerda formado por Gidon Kremer, Daniel Phillips y Yo-Yo Ma.
Kashkashian ha trabajado para ampliar la gama de técnica y el repertorio de la viola. Como firme defensora de la música contemporánea, ha colaborado con György Kurtág, Krzysztof Penderecki, Alfred Schnittke, Giya Kancheli y Arvo Pärt. Ha encargado nuevas obras para viola, de compositores como Tigran Mansurian, Ken Ueno, Thomas Larcher, Lera Auerbach y Peter Eötvös.
En 2013 Kashkashian ganó un Grammy para el Mejor Álbum Clásico Instrumental en Solitario para el álbum Kurtág / Ligeti: Música para viola.
Kashkashian en la actualidad imparte clases en el Conservatorio de Nueva Inglaterra. Previamente, ha enseñado en Friburgo y en Berlín. Entre sus alumnos están Julia Rebekka Adler, Sheila Browne, Lim Soon Lee y Diemut Poppen. Es la fundadora y directora artística de Música por Comida, una iniciativa de algunos músicos para dar conciertos benéficos en ayuda de la gente local que está sufriendo hambre.

## Vida personal
En una entrevista con Hollywood.com, Kashkashian afirmó que ella es constantemente confundida con la celebrity de la televisión Kim Kardashian, debido a la similar ortografía de sus apellidos. Ella comentó: "la Gente realmente se dan cuenta de que no soy esa persona, pero ven mi tarjeta de crédito en una tienda y dicen 'Oh, no eres Kim Kardashian". Ha estado sucediendo durante años."

## Discografía selecta
Una lista parcial de sus grabaciones incluye:
- Asturiana. Canciones transcritas de Falla, Ginastera, Montsalvatge, Guastavino & Buchardo. Con Robert Levin, piano (CD ECM 1975).
- Bach: 3 Sonatas para viola da gamba y clave. Con Keith Jarrett, cembalo (CD ECM 1501).
- Bartók: Concierto para viola. Con Peter Eötvös, director; Netherlands Radio Chamber Orchestra (CD ECM 1711).
- Berio: Voci, Naturale. Con Robyn Schulkowsky, percussion; Luciano Berio, director (CD ECM 1735).
- Blumenfeld: Voyages after Hart Crane (1977). Con Patrick Mason, barítono, David Starobin, guitar, Gordon Gottlieb, Louis Oddo, percussion, Arthur Weisberg, director. (LP CRI SD 387).
- Bouchard: Pourtinade. Con Robyn Schulkowsky, percusión (CD ECM 1425).
- Brahms: Sonatas para viola y piano Op. 120. Con Robert Levin, piano (CD ECM 1630).
- Britten: Lachrymae Op. 48. Con Robert Levin, piano (CD ECM 1316).
- Britten: Lachrymae Op. 48a. Con Dennis Russell Davies, director, Stuttgarter Kammerorchester (CD ECM 1506).
- Carter: Elegy para viola y piano. Con Robert Levin, piano (CD ECM 1316).
- Chihara: Redwood. Con Robyn Schulkowsky, percusión (CD ECM 1425).
- Eötvös: Replica para viola and Orchestra. Con Peter Eötvös, director, Netherlands Radio Chamber Orchestra (CD ECM 1711).
- Fauré: Cuarteto para piano n.º 1 en do menor Op. 15. Con Beaux Arts Trio (CD Philips 422 350-2).
- Glazunov: Elegie para viola y piano Op. 44. Con Robert Levin, piano (CD ECM 1316).
- Hindemith: Trauermusik. Con Dennis Russell Davies, director, Stuttgarter Kammerorchester (CD ECM 1506).
- Hindemith: Sonatas para viola Opp. 31 n.º 4, 25 n.º 1, 1937, 11 n.º 4, 11 n.º 5, 25 n.º 4, 1939. Con Robert Levin, piano (CD ECM 1330).
- Jemnitz: Trío para violín, viola y guitarra Op. 33. Con Benjamin Hudson, violín, David Starobin, guitar (CD Bridge 9004 or 9292).
- Kancheli: Abii ne viderem. Con Vasiko Tevdorashvili, voice, Natalia Pschenitschnikova, alto flute. Dennis Russell Davies, director, Stuttgarter Kammerorchester (CD ECM 1510).
- Kancheli: Vom Winde beweint (Mourned by the Wind). Con Dennis Russell Davies, director, Orchester der Beethovenhalle Bonn (CD ECM 1471).
- Karaindrou: Ulysses' Gaze, banda sonora (CD ECM 1570).
- Kodály: Adagio para viola y piano. Con Robert Levin, piano (CD ECM 1316).
- Kurtág: Neun Stücke, Jelek Op. 5, Homenaje a Robert Schumann Op. 15d. Con Robert Levin, piano, Eduard Brunner, clarinete (CD ECM 1508).
- Kurtág: Movimiento para viola y orquesta. Con Peter Eötvös, director, Netherlands Radio Chamber Orchestra (CD ECM 1711).
- Liszt: Romance oubliée. Con Robert Levin, piano (CD ECM 1316).
- Mansurian: "...and then I was in time again", Lachrymae, Confessing with Faith. Con Jan Garbarek, soprano saxophone, The Hilliard Ensemble, Christoph Poppen, director, Münchener Kammerorchester (CD ECM 1850).
- Mansurian: Hayren, Music of Komitas and Mansurian, Dueto para viola y percusión. Con Robyn Schulkowsky, percussion, Tigran Mansurian, piano, voice (CD ECM 1754).
- Mozart: Adagio y fuga en do menor K.546. Con Gidon Kremer & Daniel Phillips, violines, Yo-Yo Ma, cello (CD Sony MK42134).
- Mozart: Dúos para violín y viola K.423 & K.424, Trío para violín, viola y piano K.498 “Kegelstatt”. Gidon Kremer, violín, Valery Afanassiev, piano (CD DG 415 483-2).
- Mozart: Sinfonia concertante para violín, viola y orquesta K.364. Con Gidon Kremer, violín, Nikolaus Harnoncourt, director, Vienna Philharmonic (CD DG 413 461-2).
- Mozart: Divertimento en mi bemol mayor K.563. Con Gidon Kremer, violín, Yo-Yo Ma, cello (CD Sony SK39561).
- Mozart: Quinteto en do menor, K.406. Con Guarneri Quartet (CD RCA 7771-2-RC).
- Mozart: Quinteto en mi bemol mayor, K.614. Con Guarneri Quartet (CD RCA 7772-2-RC).
- Penderecki: Concierto para viola. Con Dennis Russell Davies, director, Stuttgarter Kammerorchester (CD ECM 1506).
- Schnittke: Concierto para viola. Con Dennis Russell Davies, director, Rundfunk-Sinfonieorchester Saarbrücken (CD ECM 1471).
- Schubert: Cuarteto de cuerda n.º 15 en sol mayor Op. 161 D.887. Con Gidon Kremer, Daniel Phillips, violines, Yo-Yo Ma, cello (CD Sony MK42134).
- Schulhoff: Sexteto. Con Gidon Kremer, Philippe Hirschhorn, violines, Nobuko Imai, viola, David Geringas, Julius Berger, cellos. (LP ECM 1347/48).
- Schumann: Märchenbilder Op. 113, Märchenerzählungen Op. 132. Con Robert Levin, piano, Eduard Brunner, clarinet (CD ECM 1508).
- Shostakovich: Sonata para viola y piano Op. 147. Con Robert Levin, piano (CD ECM 1425).
- Shostakovich: Cuarteto de cuerda n.º 14 Op. 142. Con Gidon Kremer, Yuzuko Horigome, violines, David Geringas, cello. Ed. Lockenhaus Vol. 4/5. (LP ECM 1347/48).
- Shostakovich: Cuarteto de cuerda n.º 15 Op. 144. Con Gidon Kremer, Daniel Phillips, violines, Yo-Yo Ma, cello (CD Sony MK44924).
- Vaughan Williams: Romance para viola y piano. Con Robert Levin, piano (CD ECM 1316).
- Vieuxtemps: Elegie para viola y piano Op. 30. Con Robert Levin, piano (CD ECM 1316).
- Feldman, Satie, Cage: Rothko Chapel. Sarah Rothenberg, Steven Schick, Houston Chamber Choir, Robert Simpson (CD ECM 2378).